# 家族榮耀之繼承者
《家族榮耀之繼承者》（英語：The Heir to the Throne）是優酷和寰亞電視節目製作聯合製作的時裝家族商戰電視劇，由佘詩曼、林峯、羅子溢、羅嘉良、許紹雄、黃浩然、余安安、張鳳妮、陳靜、梁靖琪、陳瀅、王敏奕、劉江、吳岱融、龔慈恩、劉浩龍、梁諾妍及程可為演出。《家族榮耀之繼承者》為《家族榮耀》的續集，但《家族榮耀之繼承者》與《家族榮耀》沒有劇情關聯，而是一個全新故事，於馬來西亞及香港兩地取景拍攝。
香港國際影視展2024寰亞宣佈與優酷合作《家族榮耀》第3輯《家族榮耀之復仇聯盟》，將於2024下半年開機拍攝。

## 播出時間
網路傳媒業者如優酷上架後直至下架為止，沒有觀看的時間限制。一般電視台業者依實際節目表為主，本表僅以來源及新聞稿明定的首播時間為主，原則上是週一至週五上映或更新。
| 頻道        | 所在地                       | 首播日期              | 播出時間          |
| ----------- | ---------------------------- | --------------------- | ----------------- |
| 優酷        | 中國大陸（香港可以觀看部分） | 2024年5月13日         | 12:00上架         |
| myTV SUPER  | 香港                         | 2024年5月13日上架     | 2024年6月28日下架 |
| 翡翠台      | 香港                         | 2024年5月13日         | 20:30             |
| Astro AOD   | 馬來西亞                     | 2024年5月13日-6月21日 | 20:30             |
| 新传媒8频道 | 新加坡                       | 2025年5月22日         | 21:00             |

## 劇情簡介
《家族榮耀之繼承者》講述的是丘家內部爭奪繼承權的故事。長孫女丘皓兒（佘詩曼飾）從小事業心強，堅信自己能成為家族的繼承人。然而，重男輕女的祖父丘老太爺（劉江飾）一直將唯一的男孫丘智斌（羅子溢飾）視為繼承人，對丘皓兒不予重視，她在公司內部也受到叔叔丘守義（羅嘉良飾）的排擠。
隨著丘老太爺病重，他出人意料地留下遺囑，委任丘皓兒全權代理集團主席的工作。丘皓兒面對家族成員的質疑與阻撓，在律師前男友高浚（林峯飾）的幫助下，她成功證明了遺囑的真實性並接受了代理主席的職務。然而不久後，丘老太爺去世，遺書將家族產業交予丘守義和丘智斌。這場豪門爭鬥看似結束，但隨著丘智斌真實身份的揭露，故事迎來新的轉折。
在繼承之戰中，丘皓兒展現了她的智慧和堅韌，克服了內部的種種阻礙，揭露了家族內部的秘密，最終為自己贏得了尊重和地位。隨著真相的揭露，權力的變更，這場豪門鬥爭邁向新的發展。

## 演員表
| 演員   | 角色名稱 | 簡要介紹 |
| ------ | -------- | --- |
| 佘詩曼 | 丘皓兒   | 丘家的長孫女，爭強好勝，事業心極強，相信自己有能力成為家族繼承者。。                                                             |
| 林峯   | 高浚     | 身分是律師，暗中幫助前女友丘皓兒證明委託書的真實性。                                                                             |
| 羅子溢 | 丘智斌   | 丘家的唯一男孫，祖父一直將他視為繼承人，實際上是邵家碧與高成的私生子。表面看似輕浮，但實際上他是一個擅長運用手段達到目的的人。   |
| 羅嘉良 | 丘守義   | 丘氏集團主席，曾打壓丘皓兒。是老練而精明的角色，他不惜一切代價來保護自己和家人的利益。原騰飾演青年期。最后被丘智斌用水晶球打死。 |
| 許紹雄 | 丘守仁   | 以幽默和善意作為自己的保護色，努力維持家庭和睦。                                                                                 |
| 黃浩然 | 趙啟邦   | Rio，趙氏集團CEO，喜歡丘皓兒。                                                                                                   |
| 余安安 | 戴綺婷   | 張纾邢飾演青年期丘守義的大房，丘芷彤生母，丘智斌養母                                                                             |
| 張鳳妮 | 邵家碧   | 丘守義的二太，因為被丘智斌發現是生母而相認。黃蕙玲飾演青年期                                                                     |
| 陳靜   | 朱麗琪   | 丘守仁之妻，父母雙亡，自小跟舅舅一家生活，模特兒出身。                                                                           |
| 梁靖琪 | 丘芷嵐   | 丘智斌孿生妹妹，邵家碧與高成的私生女。最后被丘智斌失手扔进大海溺毙而死。                                                         |
| 陳瀅   | 丘芷彤   | 丘家的次孫女，律師 |
| 王敏奕 | 馬曉靈   | 丘皓兒好友，被其推薦進入丘氏，愛上丘智斌並與其發生關係後懷孕                                                                     |
| 劉江   | 丘瀚洋   | 重男輕女的祖父，最終反常地委託丘皓兒代理集團主席工作。                                                                           |
| 吳岱融 | 高成     | 謝松汎飾演青年期 |
| 龔慈恩 | 何美瑛   | 丘守仁前妻，丘皓兒之母 |

### 其他演員
| 演員   | 角色名稱            | 簡要介紹                 |
| ------ | ------------------- | ------------------------ |
| 劉浩龍 | 劉Sir               | Andy                     |
| 梁諾妍 | Gigi                | 大馬拿督之女，丘智斌女友 |
| 程可為 | 趙太                |                          |
| 楊瑞麟 | 湯大狀              |                          |
| 劉芷希 | Apple               |                          |
| 陳碧琴 | 李思                |                          |
| 陳沛江 | 胡繼業              | 孫嘉豐飾演青年期         |
| 杨国栋 | Martin              |                          |
| 梁祖仪 | Annie               |                          |
| 陈美诗 | Lisa                |                          |
| 王義翔 | Roger               |                          |
| 沈家宜 | Cindy               |                          |
| 廖美莉 | 管家蓉姨            |                          |
| 张教贤 | 丘家花王            |                          |
| 崔月歡 | 姚玉清              |                          |
| 王旌浩 | 朱永泰              |                          |
| 薇妮   | 高浚母              |                          |
| 陳美婷 | 高浚姨媽            |                          |
| 陈凯旋 | 南美赌王 David Pham |                          |

丘家有複數演員飾演職員或下屬，厨师飾演者包含张嘉骏、洪林进、李耀富。女佣飾演者包含许晓庆、Indhi Vernandha、Wan Nur Afina Binti、Jenniffer Binti Andiman、Siti Misa Azianihumaira、Nur Aliya Syuhadah Binti Mazlan、Siti Nur Hazami Binti Mohd Noo。司机飾演者包含张宗财、黄汊雄。
飾演者不明的演員包含艾威。

## 記事
- 本劇於2023年7月10日在馬來西亞正式開機拍攝[11][12]，並將在當地拍攝兩個月外景，而大部分時間都會在吉隆坡一帶取景[13]。

- 本劇為佘詩曼及林峯繼2014年無線電視劇集《使徒行者》後，相隔9年再度合作，也是「視后」佘詩曼與「視帝」羅嘉良繼2001年無線電視劇集《七姊妹》飾演夫婦後，今次二人改為飾演叔姪，也是佘詩曼與羅子溢繼2011年電影《人約離婚後》後，相隔13年再度合作。另外此劇亦是林峯與羅嘉良繼2002年無線電視劇集《流金歲月》相隔21年後再度合作。數位男演員均為佘詩曼好友，特意仿傚《使徒行者》海報用手指「持槍對峙」[14]。

- 此劇部份演員（佘詩曼、林峯、羅子溢、許紹雄、梁靖琪、黃浩然、陳瀅）於2023年7月30日於馬來西亞與香港特別行政區行政長官李家超出席馬來西亞政府舉行之歡迎晚宴[15]

- 本劇飾演父的演員劉江與子的演員許紹雄，二人現實年齡只相差2歲。[16]

## 迴響
此劇在Google公布的「香港 2024 年度熱搜劇集」排行第一。

### 收視
| 集數   | 日期                   | 跨平台直播最高收視率 | 備註   |
| ------ | ---------------------- | -------------------- | ------ |
| 01－05 | 2024年5月13日－5月17日 | 24.3點               | [ 18 ] |
| 06－10 | 2024年5月20日－5月24日 | 23.4點               | [ 19 ] |
| 11－15 | 2024年5月27日－5月31日 | 23.2點               | [ 20 ] |
| 16－20 | 2024年6月3日－6月7日   | 24.2點               | [ 21 ] |
| 21－25 | 2024年6月10日－6月14日 | 22.6點               | [ 22 ] |
| 26－30 | 2024年6月17日－6月21日 | 25.5點               | [ 23 ] |
| 全劇   | 全劇                   | 25.5點               |        |

## 外部連結
- 家族榮耀之繼承者：寰亞官方網站
- 家族榮耀之繼承者的新浪微博
- 《家族榮耀之繼承者》 - TVBAnywhere 北美官方網站
- 豆瓣电影上《家族榮耀之繼承者》的資料 （简体中文）
- TVB的7大角色介紹
- 每集劇情介紹